# Villares Metals S/A
Villares Metals S/A é uma empresa brasileira do ramo siderúrgico fundada em 1944 em São Caetano do Sul pelo engenheiro Luiz Dumont Villares (chamando-se então Aços Villares). A Villares Metals liderou o mercado de aços especiais de alta liga na América Latina. Foi o maior fornecedor da região de aços ferramenta, aço rápido, barras para aço inoxidável, ligas especiais e peças forjadas de grande porte e também um dos dois principais fornecedores do mundo para aço válvula.

## História

### Antecedentes
Após chegar a São Paulo, os engenheiros britânico  A.M.Lowsby e Frederich James Pirie criam em 1918 a empresa Lowsby & Pirie, com o objetivo de fornecer peças e serviços de manutenção para elevadores no Brasil. Dois anos depois admitiram o engenheiro Carlos Dumont Villares (sobrinho de Alberto Santos Dumont e neto do fazendeiro Henrique Dumont) como sócio e a empresa foi renomeada Pirie, Villares & Companhia Ltda. Com o novo sócio, a empresa pôde obter capitais e passou a fabricar elevadores com peças construídas localmente. A sociedade quase encerrou suas atividades quando Carlos Dumont Villares faleceu vítima de um acidente automobilístico em 1922 aos 29 anos. Nesse momento, a família Dumont preferiu manter suas ações na sociedade e o irmão de Carlos, Luiz, assumiu seu lugar na empresa.
Luiz Dumont Villares passou a investir na diversificação das atividades da Pirie, Villares & Companhia. Em 1926 assinou um contrato com a General Motors e passou a ser o importador oficial dos refrigeradores Frigidaire e de alguns equipamentos Westinghouse. Em pouco tempo a empresa passou a auferir grandes lucros com esses produtos e tornou-se fornecedora de elevadores para os novos edifícios construídos em São Paulo e no Rio de Janeiro, como o Sampaio Moreira, Martinelli e A Noite. Durante a Revolução Constitucionalista de 1932 a Pirie, Villares & Cia fabricou bombas para o exército paulista sob supervisão do Instituto de Pesquisas Tecnológicas. Apesar da Grande Depressão, a empresa continuou crescendo e em 1935 a divisão de construção de elevadores transferiu-se para o bairro do Cambuci e foi rebatizada Elevadores Atlas S/A. Em 1939 a Pirie, Villares & Cia abriu uma pequena fábrica de produção de ferro-gusa.

### Fundação e expansão

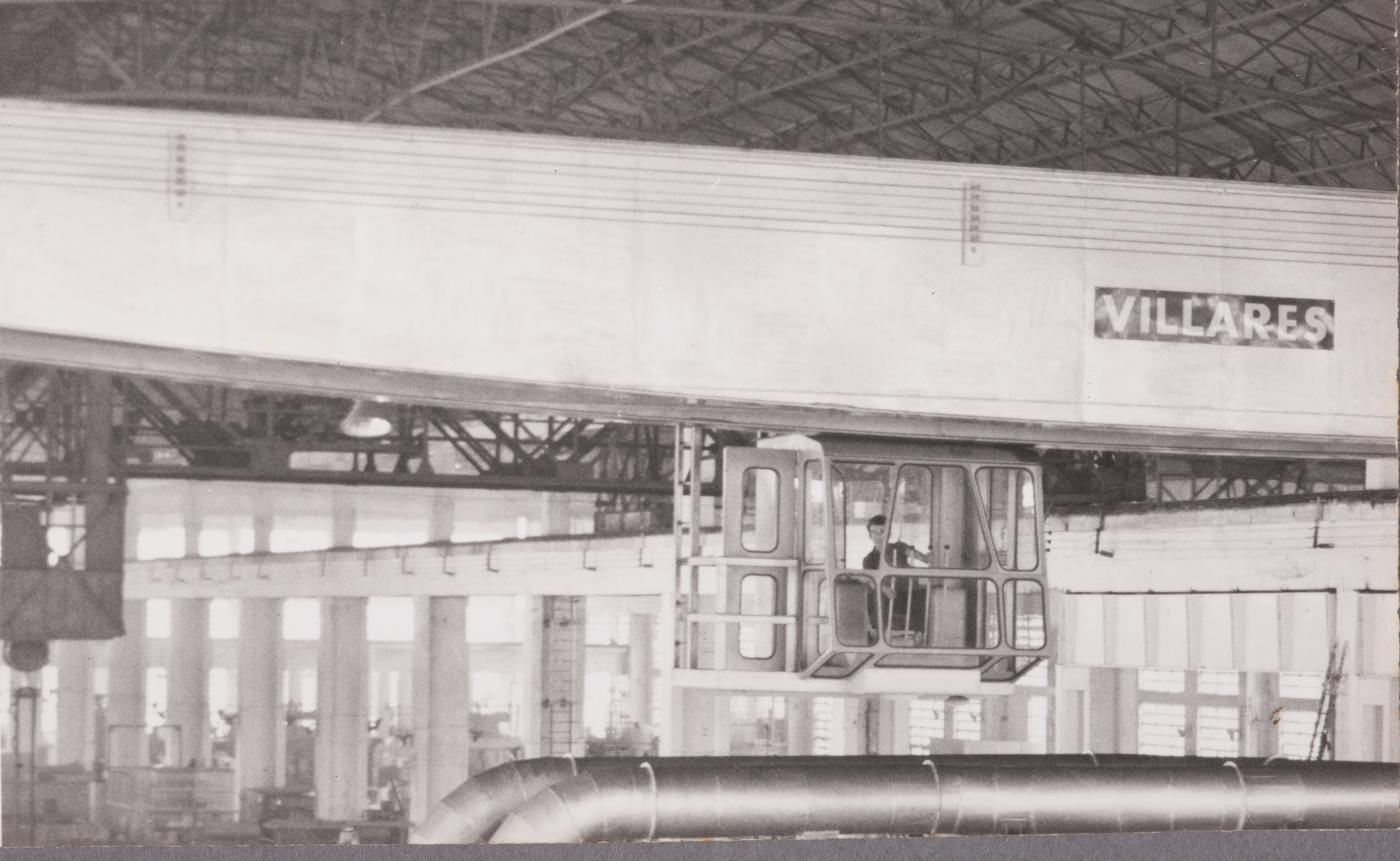
Vista interna das Indústrias Villares.

Com a Segunda Guerra Mundial, a importação de aço e produtos derivados passou a se tornar cada vez mais escasa. Isso paralisou o pequeno parque industrial brasileiro, incluindo a Pirie, Villares & Cia. Após o governo Vargas se aliar aos Estados Unidos, o governo americano financiou estudos e comissões técnicas para desenvolver a indústria do aço no Brasil, com o o projeto principal de implantação da Usina Siderúrgica de Volta Redonda. Os empresários brasileiros foram incentivados a se associarem e participarem do processo de expansão industrial do país. Assim, Luiz Dumont Villares alterou a razão social da Pirie, Villares & Cia para Aços Villares S/A em 3 de março de 1944, abrindo uma nova planta industrial em São Caetano do Sul, com um forno elétrico de 5,5 toneladas. 
Com a implantação da indústria automobilística no ABC paulista, a Villares teve de ampliar sua produção de aços especiais e se associou ao grupo austro-alemão Gebrüder Böhler & Co. A. G. em 1955, permitindo a ampliação dos seus fornos para 15 toneladas.
Posteriormente foram abertas as subsidiárias Equipamentos Villares, que fabricava equipamentos industriais; a Villares Indústrias de Base (VIBASA), inaugurada em 1980 em Pindamonhangaba, maior fabricante de aços especiais não planos do Hemisfério Sul; e a Eletrocontroles Villares, que fabricava componentes eletrônicos.
Entre o fim dos anos 90 e o início dos anos 2000 o Grupo Villares tinha sido totalmente desmembrado, restando apenas suas divisões de Elevadores e Aços. A divisão de Elevadores e Escadas Rolantes foi separada e passou a se chamar Elevadores Atlas S/A, sendo logo depois comprada pelo grupo suíço Schindler, passando a denominar-se Elevadores Atlas Schindler. E Aços Villares foi adquirida por um grupo multinacional, mantendo seu nome inicialmente e depois passando a ter a denominação atual, Villares Metals.
Em 2007, a receita líquida da Villares Metals atingiu 538 milhões de dólares. As exportações totalizaram 199 milhões de dólares. Em volume, 40% das vendas tiveram como destino o mercado externo e 60% o mercado interno.
No que refere às exportações da Villares Metals, o principal mercado foi o Nafta, para onde foram destinados aproximadamente 34% das vendas. A Europa respondeu por cerca de 42%, América Latina e Mercosul por 20% e o restante para a Ásia e outros países.
Em 2007, a Villares Metals, produziu 84 712 toneladas de produtos acabados, um aumento de 7% sobre o ano anterior, número que confirma novo recorde de produção de produtos acabados, pelo quarto ano consecutivo desde 2004, ano em que a empresa foi adquirida pelo Grupo Böhler-Uddeholm.
Em 2007 a Villares Metals obteve a certificação ISO 14001. Também encerrou as atividades em Sorocaba, centralizando toda a sua produção na planta de Sumaré.

### Fabricação de locomotivas
A Villares fabricou no Brasil várias locomotivas sob licença da Electro-Motive Diesel (EMD), sendo os modelos SD60M, GT22CUM-1 e GT26CU-2. A empresa também realizou modificações em locomotivas SD40 em território brasileiro, cujas modificações foram a atualização do sistema elétrico para o padrão Dash 2, lastreamento de 163 para 180 toneladas, modificações nas escadas laterais, colocação de freios dinâmicos com extensão do corpo da locomotiva, bem como melhorias nas timonerias de freio dos truques. A Villares também modificou e modernizou locomotivas G12, com melhorias na mecânica e estética, para melhorar a operação. Entre as modificações, estão:
• Colocação de nariz baixo com cabine de 4 janelas frontais, extinguindo o capô alto
• Rebaixo do painel de comando
• Troca do motor diesel
• Troca do gerador principal
• Troca dos motores de tração
• Aumento do tanque de combustível 
• Realocação da caixa de baterias
• Realocação da buzina a ar
• Lastreamento da locomotiva
• Repotencialização
A SD60M foi a última locomotiva da EMD fabricada no Brasil pela Villares, antes do encerramento da sua divisão de material rodante ferroviário e iniciando sua fusão com a General Electric do Brasil. Somente duas unidades dessa locomotiva foram entregues novas para a Vale para operação na Estrada de Ferro Carajás, numeradas 601 e 602. Atualmente as duas já se encontram baixadas.

## Luiz Inácio Lula da Silva
Luiz Inácio Lula da Silva foi admitido na Aços Villares em 21 de janeiro de 1966, como contramestre júnior de 21 de janeiro de 1966. Ingressou no movimento sindical na década de 1970 e foi eleito para uma das diretorias do sindicato na eleição que levou Paulo Vidal Neto à presidência do sindicato em1972. Por causa desse lugar na diretoria do sindicato Lula passou a usufruir de licença da fábrica em 1972 para ocupar uma diretoria na presidência do Sindicato dos Metalúrgicos do ABC.Em 1975 Lula foi eleito Presidente do Sindicato dos Metalúrgicos do ABC e em 1978 foi reeleito para a presidência do sindicato. Contando com a liderança de Lula nas Greves Metalúrgicas do ABC em fins dos anos 1970 e começo dos anos 1980 marcaram o ressurgimento do movimento sindical ainda na Ditadura Militar. Em 1980 Lula ficou mais de um mês preso assim que foi decretada a intervenção no Sindicato dos Metalúrgicos do ABC. Após sua libertação da prisão foi demitido da Villares.